# Jacqueline Lichtenberg
Jacqueline Lichtenberg (geboren am 25. März 1942 in New York City) ist eine amerikanische Autorin von Science-Fiction- und Horrorerzählungen, bekannt vor allem durch den Romanzyklus in dem von ihr geschaffenen fiktiven Universum der Sime/Gen.

## Leben
Sie studierte Chemie an der University of California, Berkeley, wo sie 1964 mit dem Bachelor abschloss. Anschließend arbeitete sie zwei Jahre als Chemikerin in der Industrie, darunter ein Jahr in Israel. Seit 1968 ist sie freie Schriftstellerin. Sie ist verheiratet mit Salomon Lichtenberg, mit dem sie zwei Töchter hat. 
Bereits ihre erste SF-Erzählung Operation High Time, die im Januar 1969 in dem Magazin If erschien, war in der Welt der Sime und Gen angesiedelt, zweier symbiotischer Rassen, in die sich die Menschheit einer fernen Zukunft aufgespalten hat. 1974 erschien mit House of Zeor ein erster im Sime/Gen-Universum spielender Roman, den Lichtenberg zusammen mit der Autorin Jean Lorrah verfasste. Inzwischen sind über ein Dutzend Bände erschienen, teils von Lorrah, teils von Lichtenberg, oder in Kollaboration. Drei der Bände wurden auch ins Deutsche übersetzt.
Lichtenberg ist ein engagiertes Mitglied des Science-Fiction- und insbesondere des Star-Trek-Fandom. 1975 veröffentlichte sie zusammen mit Sondra Marshak und Joan Winston Star Trek Lives!, einen Bericht über die frühen Jahre des Star-Trek-Fandom.
2001 wurde sie von der National Fantasy Fan Federation (N3F) mit dem Franson Award und dem Kaymar Award ausgezeichnet, 2008 mit dem Neffy Award als Fan of the Year und 2012 wurde ihr die lebenslange Ehrenmitgliedschaft der N3F verliehen.

## Bibliografie

### Serien
Die Serien sind nach dem Erscheinungsjahr des ersten Teils geordnet.
Sime/Gen-Universum (Romanzyklus)
- Operation High Time (1969, Kurzgeschichte)
- House of Zeor (1974)
  - Deutsch: Das Haus Zeor. Übersetzt von Martin Baresch. Moewig Science Fiction #3610, 1983, ISBN 3-8118-3610-2.
- The Channel’s Exemption (1977, Kurzgeschichte)
- Unto Zeor, Forever (1978)
  - Deutsch: Für Zeor auf ewig. Übersetzt von Reinhold H. Mai. Moewig Science Fiction #3721, 1986, ISBN 3-8118-3721-4.
- First Channel (1980, mit Jean Lorrah)
  - Deutsch: Die dritte Art. Übersetzt von Reinhold H. Mai. Moewig Science Fiction #3830, 1988, ISBN 3-8118-3830-X.
- Mahogany Trinrose (1981)
- Channel’s Destiny (1982, mit Jean Lorrah)
- Zelerod’s Doom (1986, mit Jean Lorrah)
- RenSime (1984)
- Personal Recognizance (2011)
- The Farris Channel (2011)
- A Change of Tactics (2017, mit Mary Lou Mendum und Jean Lorrah)

Kren Universe (Romanzyklus)
- 1 Molt Brother (1982)
- 2 City of a Million Legends (1985)

The Dushau Trilogy (Romanzyklus)
- 1 Dushau (1985)
- 2 Farfetch (1985)
- 3 Outreach (1986)

- Dorian St. James (Kurzgeschichtenserie)
- Through the Moon Gate (1988)
- Vampire’s Fast (1994)
- True Death (1995)
- Vampire’s Friend (2002)

Tales of the Luren (Romanzyklus)
- 1 Those of My Blood (1988)
- 2 Dreamspy (1989)

Hero (Romanzyklus, als Daniel R. Kerns)
- Hero (1993)
- Border Dispute (1994)

### Kurzgeschichten
- T’Zorel (1972)
- Recompense (1976)
- Adjustment (1978)
- The Vanillamint Tapestry (1978)
- The Answer (1980, mit Jean Lorrah)
- Science Is Magic Spelled Backwards (1982)
  - Deutsch: Magie ist eine Wissenschaft für sich. In: Susan M. Shwartz (Hrsg.): Hexengeschichten. Bastei Lübbe Allgemeine Reihe #13003, 1985, ISBN 3-404-13003-0.
- Event at Holiday Rock (1982)
  - Deutsch: Zwischenfall am Holiday Rock. In: Isaac Asimov, Alice Laurance (Hrsg.): Spekulationen. Heyne SF&F #4274, 1986, ISBN 3-453-31254-6.
- Aventura (1989)
- False Prophecy (1989)
- A Mother’s Curse (1992)
- Ruella and the Stone (2006)
- True Hospitality (2006)
- Vampire’s Daymare (2013)

Sammlungen
- Science Is Magic Spelled Backwards and Other Stories (2011)
- Through the Moon Gate and Other Tales of Vampirism (2011)

### Sachliteratur
- Star Trek Lives! (1975, mit Sondra Marshak und Joan Winston)